# Оранжерейна вулиця (Київ)
Оранжере́йна ву́лиця — вулиця в Шевченківському районі міста Києва, місцевість Сирець. Пролягає від Дегтярівської вулиці до Дорогожицької.

## Історія
Оранжерейна вулиця виникла у середині XX століття під назвою 866-А Нова вулиця. Сучасна назва — з 1953 року, від розташованих уздовж неї оранжерей.
18 січня 2024 року Київська міська рада перейменувала частину вулиці Оранжерейної (від вулиці Юрія Іллєнка до вулиці Дорогожицької) на вулицю Праведників.